# 코이☆카나
〈사랑☆일까〉(일본어: 恋☆カナ こいカナ[*])는 츠키시마 키라리 starring 쿠스미 코하루 (모닝구무스메)의 1번째 싱글이다.

## 개요
- 2006년 4월부터 방송 개시한 TV 애니메이션 《키라링☆레볼루션》의 초대 오프닝 테마이기도 한 이곡은 츠키시마 키라리 starring 쿠스미 코하루 (모닝구무스메) 명의이지만, 쿠스미의 사실상의 솔로 데뷔 싱글로 발매됐다.
- 초회생산한정반에는 봉입특전으로 챠오 특별 편집 스페셜 북 “사랑일까☆레볼루션”이 부록되어온다. 또, 통상반의 초회특전으로는 데카 라벨 스티커가 부록되어온다.
- 발매 당시의 출하장수가 적었기 때문에 매진이 속출했으며, 초동매상에 적잖이 영향을 끼친다고 말하고 있다[1].
- 2009년 3월 25일에는 라우라 바나모(Laura Vanamo)의 번역 개사 · 노래에 의한 핀란드어 커버버전이 〈그 기분〉(핀란드어: Se tunne)의 곡명으로 포코 레코드에서 CD로 발매됐다[2]. 커플링곡은 그녀에 의한 일본어 버전이며, 이것들은 젊은 여성용 상품을 다루는 핀란드의 회사 Europehouse의 TV 광고에서 사용됐다.

## 수록곡
1. 사랑☆일까(恋☆カナ)
  - 작사: 후루야 마코토, 작곡: 오다 테츠로, 편곡: 이에하라 마사키
2. SUGAO-flavor
  - 작사: michito, 작곡: 오다 테츠로, 편곡: 고타 코지
3. 사랑☆일까 (Instrumental)
4. SUGAO-flavor (Instrumental)

※쿠스미 코하루는 헬로! 프로젝트/모닝구무스메의 멤버이지만 악곡 제작에도 츤쿠♂는 관여하지 않았다.

## 참가 음악가
- 카와이 유코 - 코러스(#1,2)
- 이에하라 마사키 - 기타(#1), 그 외의 전체 악기(#1)
- 고토 코지 - 기타(#2), 그 외의 전체 악기(#2)